# سیبسبوری
سیبسبوری (انگلیسی: Sibbesborg) یک قلعه قرون وسطایی در سیپو فنلاند بود. امروزه تنها چند دیوار خاکی بر روی تپه جنگلی که روی آن قرار داشت باقی مانده‌است. این قلعه در اواخر قرن چهاردهم بیشتر از آجر و چوب ساخته شده‌است. سیبسبوری در ابتدا در یک جزیره قرار داشت، اما به دلیل بازگشت پس از یخبندان، تپه از قرن هفدهم به‌طور محکم به سرزمین اصلی متصل شده‌است. دسترسی به سایت با پای پیاده امکان‌پذیر است.